# Periestes comorensis
Periestes es un género monotípico de fanerógamas perteneciente a la familia Acanthaceae. El género tiene una sola especie de hierbas: Periestes comorensis, que es originaria de Madagascar.

## Taxonomía
Periestes comorensis fue descrita por (Baker) Lindau y publicado en Die Natürlichen Pflanzenfamilien IV, 3b: 333. 1895.
Sinonimia
- Hypoestes comorensis Baker	[3]